# Shōnen jidai
Pour plus de détails, voir Fiche technique et Distribution.
Shōnen jidai (少年時代) est un film japonais réalisé par Masahiro Shinoda, sorti en 1990.

## Synopsis
Se déroulant durant l'été 1944, le film s'attarde sur Shinji, un jeune de 10 ans habitant Tōkyō, évacué des ruines jusqu'à la préfecture rurale de Toyama. En comparaison des espadrilles et des vêtements usés des habitants locaux, l'uniforme d'école pimpant de Shinji semble à la fois splendide et étrange. Le « caïd » de l'école du coin s'appelle Takeshi, le fils d'un pêcheur qui parle peu mais qui agit quand il le faut. Shinji se met bientôt à fréquenter les jeunes du coin, mais une certaine tension se crée assez vite entre les deux garçons. Quand Shinji laisse tomber un jour le groupe pour rencontrer une fille venant d'Ōsaka pour le voir, il est forcé ensuite par Takeshi de chanter devant eux comme pénitence. Mais peu à peu l'autorité de Takeshi sur le groupe diminue...

## Fiche technique
- Titre : Shōnen jidai
- Titre original : 少年時代
- Titre anglais : Childhood Days
- Réalisation : Masahiro Shinoda
- Scénario : Taichi Yamada, d'après le roman The Long Road, de Hyozo Kashiwabara
- Production : Fujio Fujiko
- Musique : Shin'ichirō Ikebe et Yōsui Inoue
- Photographie : Tatsuo Suzuki
- Montage : Chizuko Osada
- Pays d'origine : Japon
- Langue : japonais
- Format : Couleurs - 1,85:1 - Stéréo - 35 mm
- Genre : Drame
- Durée : 119 minutes
- Dates de sortie : 12 janvier 1990 (États-Unis), 11 août 1990 (Japon)

## Distribution
- Tetsuya Fujita : Shinji Kazama
- Yuji Horioka : Takeshi Ohara
- Katsuhisa Yamazaki : Futoshi Tanabe
- Noritake Kobinata : Kensuke Sudo
- Atsuko Koyama : Minako Saiki
- Shima Iwashita : Shizue Kazama
- Toshiyuki Hosokawa : Shusaku Kazama
- Choichiro Kawarazaki : Tatsuo Kazama
- Kazuyo Mita : Shige Kazama
- Nobuko Sendo : Akiko Tanabe
- Mitsue Suzuki : Maki Kazama
- Shinsuke Ashida : le principal
- Hideji Ōtaki : le chef de station
- Kyosen Ohashi : le photographe

## Récompenses
- Nominations pour le prix de la meilleure photographie (Tatsuo Suzuki), meilleur montage (Chizuko Nagata) et meilleur éclairage (Ken'ichi Mizuno), lors des Awards of the Japanese Academy 1991.
- Prix du meilleur réalisateur, meilleur film, meilleure musique et meilleur scénario, lors des Awards of the Japanese Academy 1991.
- Prix du meilleur réalisateur et meilleur film, lors des Blue Ribbon Awards 1991.
- Prix du meilleur film, lors des Kinema Junpo Awards 1991.
- Prix du meilleur film, meilleure musique, meilleur scénario et meilleurs effets sonores (Hideo Nishizaki), lors du prix du film Mainichi 1991.
- 1990 : Nikkan Sports Film Award du meilleur film